# Neophylax concinnus
Neophylax concinnus är en nattsländeart som beskrevs av Mclachlan 1871. Neophylax concinnus ingår i släktet Neophylax och familjen Uenoidae. Inga underarter finns listade i Catalogue of Life.